# Championnat d'Angleterre de football de deuxième division 2001-2002
Navigation
Édition précédente Édition suivante
La saison 2001-2002 de Football League First Division est la 99e édition de la deuxième division anglaise et la dixième sous l'appellation Football League First Division.
Les vingt-quatre clubs participants au championnat sont confrontés à deux reprises aux vingt-trois autres pour un total de 552 matchs. La saison régulière démarre en août 2001 et se termine en mai 2002, les barrages de promotion se jouant par la suite. À la fin de la saison, le premier et le deuxième sont promus en Premier League et les quatre suivants s'affrontent en barrages. Les trois derniers sont quant à eux relégués en Football League Second Division.
Manchester City remporte le championnat et est promu directement comme le vice-champion, West Bromwich Albion. Birmingham City s'impose lors des barrages de promotion et est le troisième promu.
La rencontre du 16 mars 2002 entre Sheffield United et West Bromwich Albion, marquée par plusieurs actes violents entre joueurs, doit être interrompue avant son terme. Elle est rapidement surnommée « la bataille de Bramall Lane ».

## Compétition

### Classement
Le classement est établi sur le barème de points classique (victoire à 3 points, match nul à 1, défaite à 0).
Pour départager les égalités, on tient d'abord compte du nombre de buts marqués, puis du nombre de buts encaissés.
| Rang | Équipe                  | Pts | J  | G  | N  | P  | Bp  | Bc  | Diff |
| ---- | ----------------------- | --- | -- | -- | -- | -- | --- | --- | ---- |
| 1    | Manchester City R       | 99  | 46 | 31 | 6  | 9  | 108 | 52  | +56  |
| 2    | West Bromwich Albion    | 89  | 46 | 27 | 8  | 11 | 61  | 29  | +32  |
| 3    | Wolverhampton Wanderers | 86  | 46 | 25 | 11 | 10 | 76  | 43  | +33  |
| 4    | Millwall FC P           | 77  | 46 | 22 | 11 | 13 | 69  | 48  | +21  |
| 5    | Birmingham City         | 76  | 46 | 21 | 13 | 12 | 70  | 49  | +21  |
| 6    | Norwich City            | 75  | 46 | 22 | 9  | 15 | 60  | 51  | +9   |
| 7    | Burnley FC              | 75  | 46 | 21 | 12 | 13 | 70  | 62  | +8   |
| 8    | Preston North End       | 72  | 46 | 20 | 12 | 14 | 71  | 39  | +32  |
| 9    | Wimbledon FC            | 67  | 46 | 18 | 13 | 15 | 63  | 57  | +6   |
| 10   | Crystal Palace          | 66  | 46 | 20 | 6  | 20 | 70  | 62  | +8   |
| 11   | Coventry City R         | 66  | 46 | 20 | 6  | 20 | 59  | 53  | +6   |
| 12   | Gillingham FC           | 64  | 46 | 18 | 10 | 18 | 64  | 67  | -3   |
| 13   | Sheffield United        | 60  | 46 | 15 | 15 | 16 | 53  | 54  | -1   |
| 14   | Watford FC              | 59  | 46 | 16 | 11 | 19 | 62  | 56  | +6   |
| 15   | Bradford City R         | 55  | 46 | 15 | 10 | 21 | 69  | 76  | -7   |
| 16   | Nottingham Forest       | 54  | 46 | 12 | 18 | 16 | 50  | 51  | -1   |
| 17   | Portsmouth FC           | 53  | 46 | 13 | 14 | 19 | 60  | 72  | -12  |
| 18   | Walsall FC P            | 51  | 46 | 13 | 12 | 21 | 51  | 71  | -20  |
| 19   | Grimsby Town            | 50  | 46 | 12 | 14 | 20 | 50  | 72  | -22  |
| 20   | Sheffield Wednesday FC  | 50  | 46 | 12 | 14 | 20 | 49  | 71  | -22  |
| 21   | Rotherham United P      | 49  | 46 | 10 | 19 | 17 | 52  | 66  | -14  |
| 22   | Crewe Alexandra         | 49  | 46 | 12 | 13 | 21 | 47  | 76  | -29  |
| 23   | Barnsley FC             | 48  | 46 | 11 | 15 | 20 | 59  | 86  | -27  |
| 24   | Stockport County        | 26  | 46 | 6  | 8  | 32 | 42  | 102 | -60  |

Promotions
- 1er et 2e : promotion en Premier League
- 3e à 6e : barrages de promotion

Relégations
- 22e à 24e : relégation en Football League Second Division

Abréviations
- R : Relégués de Premier League
- P : Promus de Football League Second Division

### Barrages de promotion
|  | Demi-finales | Demi-finales            | Demi-finales    | Demi-finales    |              |              | Finale | Finale | Finale | Finale |
|  |              |                         |                 |                 |              |              |        |        |        |        |
|  |              |                         |                 |                 |              |              |        |        |        |        |
|  | 3            | Norwich City            | 3               | 0               |              |              |        |        |        |        |
|  | 3            | Norwich City            | 3               | 0               |              |              |        |        |        |        |
|  | 6            | Wolverhampton Wanderers | 1               | 1               |              |              |        |        |        |        |
|  | 6            | Wolverhampton Wanderers | 1               | 1               | Norwich City | Norwich City | 1      | 1      |        |        |
|  |              |                         |                 |                 | Norwich City | Norwich City | 1      | 1      |        |        |
|  |              |                         | Birmingham City | Birmingham City | 1            | 1            |        |        |        |        |
|  | 4            | Birmingham City         | Birmingham City | Birmingham City | 1            | 1            | 1      | 1      |        |        |
|  | 4            | Birmingham City         |                 |                 |              |              |        | 1      |        |        |
|  | 5            | Millwall FC             | 1               | 0               |              |              |        |        |        |        |
|  | 5            | Millwall FC             | 1               | 0               |              |              |        |        |        |        |

Birmingham City remporte la finale aux tirs au but, 4 à 2, au Millennium Stadium et est promu en Premier League.